# Pseudechinolaena
Pseudechinolaena (synoniem: Perulifera) is een geslacht uit de grassenfamilie (Poaceae). De soorten van dit geslacht komen voor in Afrika, Azië en Amerika.

## Soorten
Van het geslacht zijn de volgende soorten bekend:
- Pseudechinolaena camusiana
- Pseudechinolaena madagascariensis
- Pseudechinolaena moratii
- Pseudechinolaena perrieri
- Pseudechinolaena polystachya
- Pseudechinolaena tenui

Voorheen vielen ook de volgende soorten onder het geslacht:
- Pseudechinolaena helodes
- Pseudechinolaena inflexa
- Pseudechinolaena spectabilis